# 別府市警察署事件
別府市警察署事件（べっぷしけいさつしょじけん）とは、1953年（昭和28年）2月19日に、大分県別府市で発生した事件。

## 事件の概要
1953年2月19日、民戦別府支部員の在日朝鮮人男性が泥酔して、通行中の女性の羽織を強奪したり通行人に因縁を付けていたため、別府市警察は男性を逮捕して署内へ留置した。男性は2月21日午前11時になって容態が急変し、死亡した。
死亡直後から、朝鮮人たちが続々と警察署に集結し、男性の死を警察官のリンチによる殺害と決め付けた一方的なデマを流し始めた。彼らは署内の道場に居座って一夜を明かした。
2月22日になると、「ファッショ別府市警の撲殺事件の真相」「人殺し別府市警に全市民は抗議せよ」と題するビラを市内各地に配付し、警察署前では民戦や日本共産党の活動家らが終日に渡って抗議活動を行った。
2月23日は、署内で検視が実施された。民戦側は検視への立会いを要求、警察もこれに同意したため、検視そのものは平穏に終了した。
2月24日に葬儀が執り行われ、約300人が参列した。葬儀後、棺を先頭に別府市街をデモ行進して警察署に突入しようとしたため、警官隊と衝突した。

## 男性の死因とその後の顛末
男性は逮捕前に駐留軍警備員に因縁を付けて背負い投げの返り討ちにあっていた。司法解剖では、「死因は通行人に頭突きし続けたことによる脳出血及び吸引性窒息」という鑑定結果が出た。
自業自得による事故死と判定されたため、駐留軍警備員は正当防衛と判定され、署員は不起訴となった。民事訴訟も民戦側の敗訴に終わった。